# Ulf Løvaas
Ulf Løvaas (ur. 24 marca 1947 w Holmestrand) – norweski żużlowiec, występujący również na długim torze.

## Życiorys

### Kariera sportowa
Wielokrotny reprezentant Norwegii w eliminacjach indywidualnych mistrzostw świata (m.in. uczestnik finału skandynawskiego w 1974 roku – XI miejsce) oraz indywidualnych mistrzostw świata na długim torze (uczestnik finału skandynawskiego w 1969 roku – XVIII miejsce). 
Złoty (1972), srebrny (1970) i brązowy medalista (1974) indywidualnych mistrzostw Norwegii.
Startował w lidze angielskiej w barwach klubów: Cradley Heath Heathens i Oxford Rebels.

### Życie prywatne
Brat Daga Løvaasa, również żużlowca.

## Przynależność klubowa
Wielka Brytania
- Cradley Heath Heathens (1973)
- Oxford Rebels (1974)